# Quantensimulation

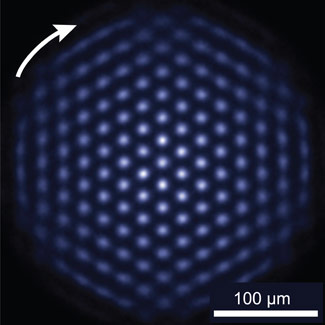
Die Abbildung zeigt eine Quantensimulation, in welcher alle Ionen fluoreszieren, und somit anzeigen, dass sie sich alle im selben Zustand befinden.

Als Quantensimulation bezeichnet man die Erforschung von Quantensystemen, die sich unter Laborbedingungen nicht untersuchen und mit Hilfe von Supercomputern nicht simulieren lassen. Ein Quantensimulator ist ein kontrollierbares Quantensystem, das dazu genutzt wird, ein anderes Quantensystem nachzuahmen. Quantensimulatoren müssen für einen Simulationszweck jeweils eigens entworfen und gebaut werden.
Die Idee der Quantensimulation geht auf den Physiker Richard Feynman zurück. Dieser schlug 1982 einen "analogen Quantencomputer" vor, der auf Nachbau und Nachahmung von Quantensystemen basiert und nicht auf digitaler Codierung dieser.

## Anwendungsgebiete
Anwendung soll die Quantensimulation insbesondere in der Materialforschung finden, wo sie helfen würde, im Voraus Materialeigenschaften zu berechnen. Dies ist mit konventionellen Methoden nicht möglich, da selbst Supercomputer Magnetismus und Elektrizität nicht bis ins letzte Detail berechnen können, wenn mehr als 30 Quanten beteiligt sind, und somit keine absolut verlässlichen Vorhersagen über Materialeigenschaften liefern können.
Den Grund für das Versagen klassischer Computer hat Feynman aufgezeigt: Die Rechengeschwindigkeit konventioneller Turing-Maschinen verlangsamt sich exponentiell, wenn mit diesen Quanteneffekte berechnet werden sollen.

## Arbeitsprinzip
Quantensimulationen machen sich besondere Eigenschaften der Quantenmechanik zunutze. So können Quanten im Zustand der Superposition zwei unterschiedliche Zustände gleichzeitig einnehmen. So können mit 3 Qubits 8 Zustände abgebildet werden. Kommen weitere Qubits hinzu, wächst die Zahl der Zustände exponentiell:  2N Zustände für N Qubits. Entsprechend wächst auch die Rechenleistung von Quantensimulatoren.
Zusätzlich nutzt die Quantensimulation eine weitere Quanteneigenschaft aus, die Quantenverschränkung. Durch diesen Effekt können zwei weit voneinander entfernte Teilchen aneinander gekoppelt werden, so dass das Verhalten des einen vom anderen abhängt.